# حرم زینب

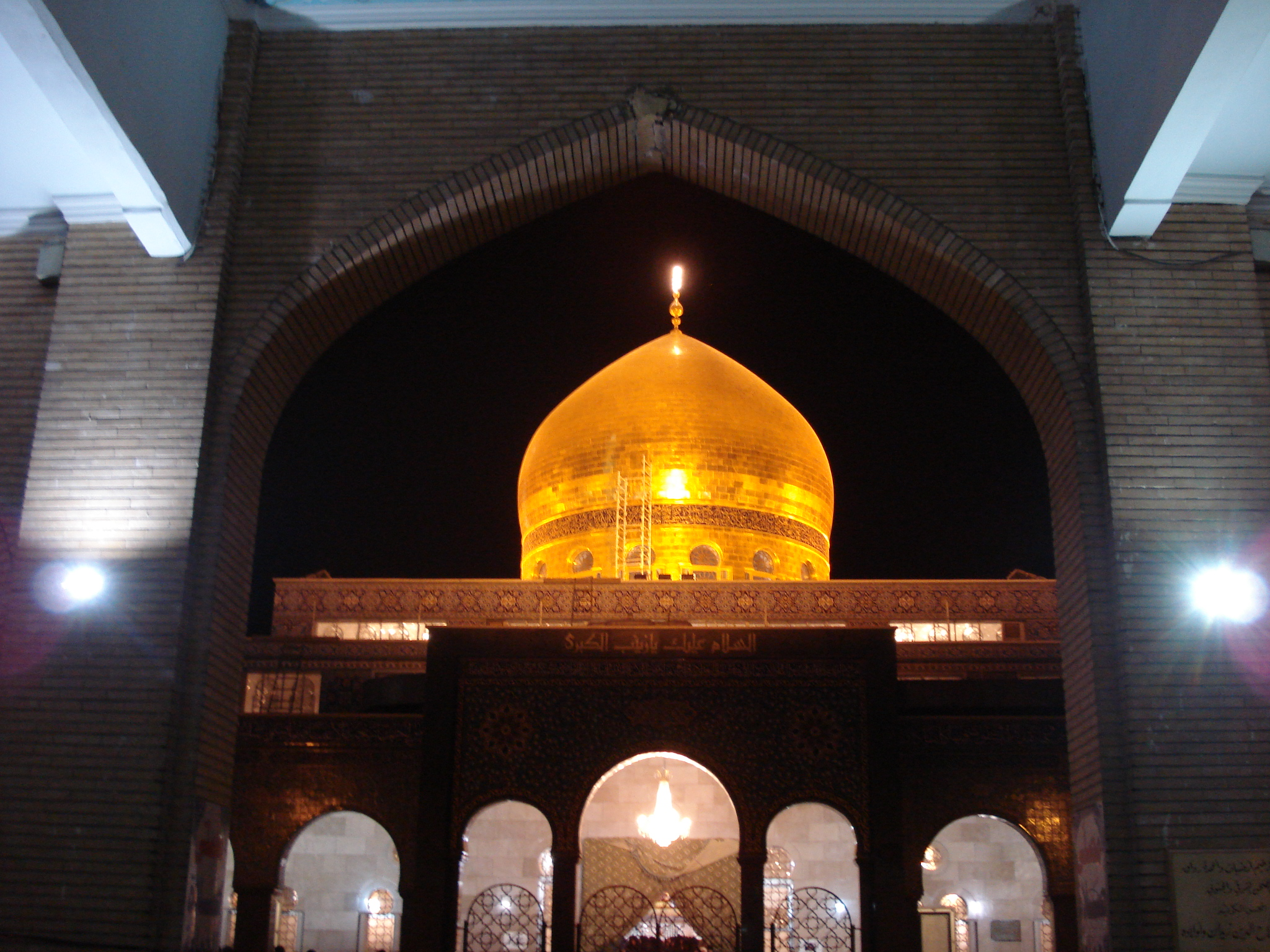
نمایی از حرم

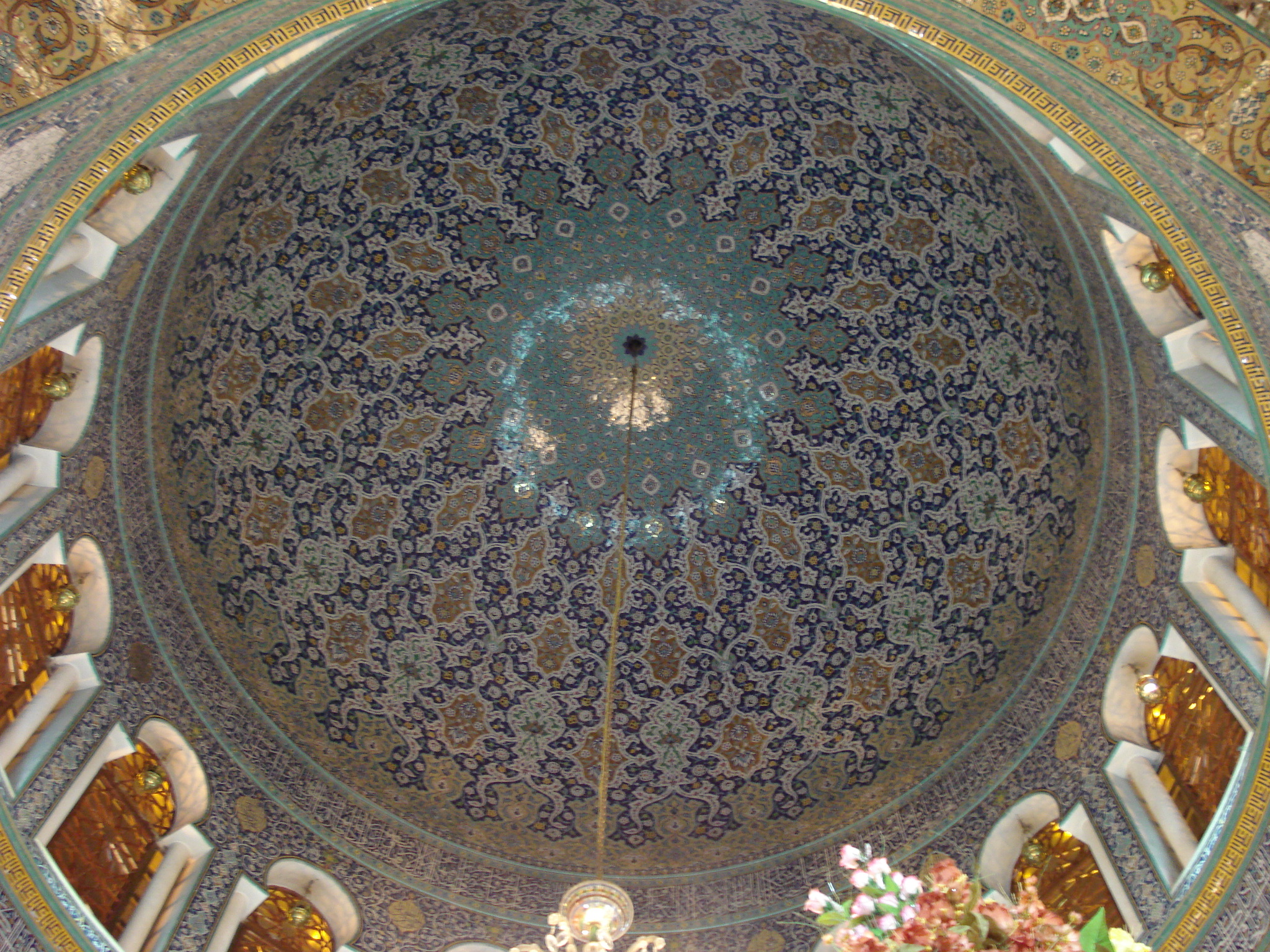
نمایی از داخل گنبد حرم

حرم زینب کبری (به عربی: مسجد السیدة زینب) یا زینبیه محل دفن زینب، دختر علی بن ابیطالب و فاطمه زهرا و مجموعه آرامگاهی در شهر زینبیه در نزدیکی دمشق پایتخت سوریه است. حرم زینب یکی از زیارتگاه‌های مهم شیعیان و از مساجد بزرگ سوریه به‌شمار می‌رود.

## دیدگاه‌ها درمورد محل دفن زینب

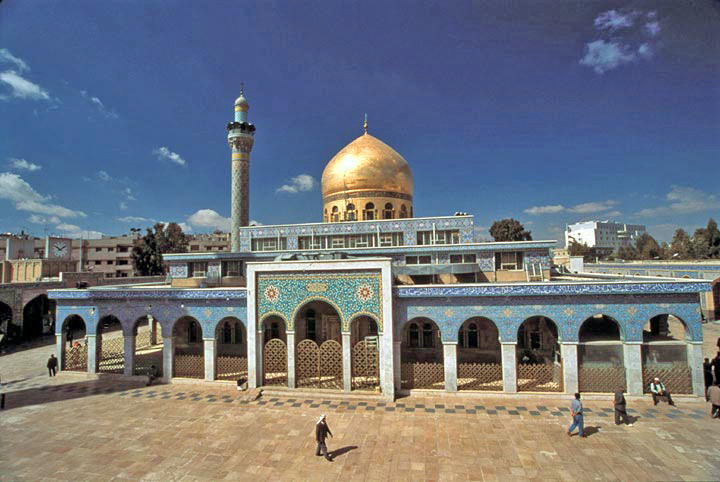
حرم زینب

در مورد محل دفن زینب سه دیدگاه وجود دارد. بر اساس نظریه مشهور مدفن او در شام و در جنوب شهر دمشق است. برخی از مورخان مقبره وی را در مصر دانسته‌اند که اکنون این محل در منطقه سیدة الزینب قاهره با عنوان مقام السیدة زینب مشهور است. دیدگاه سومی نیز وجود دارد که قبرستان بقیع در مدینه را محل دفن زینب می‌داند. سید محسن امین این دیدگاه را پذیرفته و دلائلی را در رد دو قول نخست ارائه کرده است.
ابن جبیر در گزارش خود به وجود بارگاه زینب در روستای راویه در یک فرسخی شهر دمشق اشاره کرده است و گفته: مسجد بزرگی بر آن بنا شده و خانه‌هایی بیرون آن است و دارای موقوفاتی است، مردم این مناطق آن را قبر ام‌کلثوم می‌شناسند. او در نهایت آورده است که در آنجا اقامت کرده و به زیارت حرم زینب رفته است. ابوبکر هروی متوفای ۶۱۱ق نیز حرم زینب را زیارت کرده و گزارشی در این زمینه داده است

## معماری حرم
گلدسته‌های حرم به عنوان مرتفع‌ترین و زیباترین مناره‌های کاملاً پوشیده شده از کاشی معرق در دوران معاصر در سطح جهان است که کاشی کاری آن توسط هنرمند اصفهانی علی پنجه‌پور به مدت حدوداً ۱۰ سال و به سبک اصفهان اجرا گردیده است.
در مدخل در غربی قبر زینب و سمت راست آن داخل اتاق کوچکی سه مقبره دیگر وجود دارد که یکی از آنها قبر سید حسین یوسف مکی عاملی متوفی ۱۳۹۷ (قمری) و دیگری محسن الامین عاملی، صاحب تألیف معروف اعیان الشیعه و سومین آنها نیز دختر میرزا تقی بهبهانی می‌باشد.
فضای قبر زینب و صحن آن به‌صورت مربع مستطیل می‌باشد که شبستان و گنبد و حرم در وسط آن قرار گرفته و دارای چهار در ورودی می‌باشد سقف شبستان و مقبره از سه قسمت تشکیل شده که به صورت پله‌ای بر روی هم قرار دارند و گنبد نیز در وسط آن قرار یافته است. بر روی این گنبد جملاتی از قرآن نوشته شده و طلاکاری آن در سالهای اخیر به وسیله جمهوری اسلامی ایران انجام شده است.

## توسعه حرم
در سمت شرق مجموعه، مصلای زینبیه با تلاشهای فهری زنجانی نماینده سید علی خامنه‌ای در سوریه ساخته شده و مراسم نماز جماعت، دعای کمیل و نماز جمعه در آن برقرار می‌گردد. این شبستان بسیار بزرگ می‌باشد. مساحت کل مجموعه حدود ده هزار متر مربع است. در مقبره جمعاً ۱۱۴ اتاق وجود دارد که ۶۴ اتاق آن در صحن بزرگ و بقیه در صحن دوم و حسینیه‌های اطراف است.
مقبره زینب در وسط حرم با ضریحی نقره‌ای و اطراف آن هشت ستون کاشی کاری شده که گنبد بر آن استوار شده وجود دارد. دیوارهای مقبره تا نصف آن سنگ سفید و بقیه آئینه کاری بوده و نمونه‌ای از هنر و معماری ایرانی اسلامی است. بنای داخل و خارج ساختمان و همچنین مناره‌ها و گنبد از حدود بیست سال پیش است ولی توسعه‌های اطراف صحن و تزئینات آنها همگی از سوی حکومت فعلی ایران انجام شده است.

## حمله به زینبیه در جنگِ داخلیِ سوریه
حمله به زینبیه در روز ۲۸ تیر ماه ۱۳۹۲ روی داد. در جریان این حمله خمپاره‌ای انس رومانی مسئول امور اداری حرم کشته شده و عده‌ای دیگر نیز زخمی شدند.
این حمله توسط تروریست‌های داعشی صورت گرفت.
به دنبال تهدید به تخریب حرم‌ها به ویژه حرم زینب، گروه‌های زیادی از شیعیان سوریه و کشورهای دیگر به ویژه ایران، عراق، لبنان و افغانستان برای دفاع از حرم‌ها و اماکن زیارتی عازم سوریه شدند. گردان ابوالفضل العباس که بعدها به تیپ ارتقا یافت شامل رزمندگان عراقی و لبنانی بود. تیپ فاطمیون که بعدها به لشکر ارتقا یافت متشکل از شیعیان افغانستان است که با هدف دفاع از اماکن زیارتی به سوریه اعزام شدند.
سیدعباس عراقچی سخنگوی وزارت امور خارجه ایران این حملات محکوم کرد. وی خواستار موضع‌گیری مجامع جهانی خصوصاً سازمان‌های اسلامی در این باره شده.

## نگارخانه

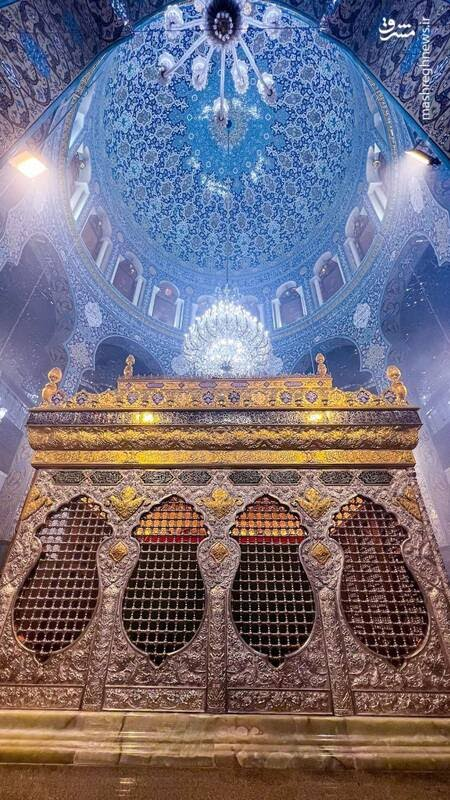
ضریح زینب